# Богољуб Арсић
Богољуб Арсић (Волковија, 2. јул 1914 – Београд, 25. јул 1999) био је српски и југословенски епидемиолог, члан Aкадемије медицинских наука Српског лекарског друштва од 1979, почасни члан Aкадемије медицинских наука Српског лекарског друштва од 1988. и професор Војномедицинске академије у Београду. Имао је чин пуковника.

## Биографија
Рођен је 1914. године у селу Волковија, код Тетова, у Краљевини Србији, од оца Лазара и мајке Настасије. У родном селу је 1925. године завршио основну школу, а у августу стигао у Београд. До 1928. године радио је у очевој народној кухињи, а после одласка породице у Букурешт 1928. године запослио се у штампарији као шегрт словослагачког заната. У јесен 1930. уписао се у приватну вечерњу гимназију и до јуна 1935. завршио првих седам разреда гимназије. Осми разред и велику матуру положио је јуна 1936. године у гимназији у Тетову. Септембра исте године уписао се на Медицински факултет Универзитета у Београду као редован студент медицине, а дипломирао 6. маја 1942. године. После дипломирања јуна 1942. запослио се у Централном хигијенском заводу у Београду као теренски лекар за сузбијање заразних болести у Србији. Први његов теренски рад била је епидемија шига дизентерије, од које су највише страдала деца, али и одрасли. Смртност је била огромна јер није било лекова. Радио је и на сузбијању пегавца и дизентерије у Мачви и Поцерини, у „ничијој земљи“ (Herrenloses Land), на десној обали Дрине, на српској територији. Од јануара до новембра 1944. године радио је у карантинској станици код Кнића, у којој су примане и обрађиване избеглице са Космета које су бежале од терора Албанаца. Новембра 1944. године ступио је у Народноослободилачку војску Југославије и био трупни лекар у 20. бригади 45. дивизије. С пролећа 1945. упућен је на курс за војносанитетске руководиоце у Хигијенски завод Војномедицинске академије у Београду. Крајем 1945. године постављен је за епидемиолога 45. дивизије, а од марта 1946. године био је начелник санитета 16. дивизије. Од септембра 1946. до априла 1947. године радио је као шеф епидемиолошке екипе у савезној акцији за сузбијање пегавца и рекуренса у Босни и Херцеговини. Од априла 1947. до октобра 1949. године био је начелник Епидемиолошког одељења хигијенскоепидемиолошког одреда скопске армије, а потом је упућен у Војномедицинску академију на специјализацију епидемиологије. Специјалистички испит положио је 1952. године, а 1953. био постављен за команданта хигијенско-епидемиолошког одреда сарајевске армије. На Епидемиолошки институт Хигијенског завода Војномедицинске академије враћен је 1960. године. Био је на усавршавању у Великој Британији 1961. године, а 11. арила 1962. одбранио је докторску дисертацију под насловом Прилог епидемиологији и превенцији реуматичке грознице на Медицинском факултету Универзитета у Београду. Исте године постављен је за начелника епидемиолошког одељења овог института. У звање доцента Војномедицинске академије изабран је 1964. године, у звање ванредног професора 1970, а редовног професора 1976. године. За начелника Епидемиолошког института Хигијенског завода Војномедицинске академије постављен је 1968. године и на тој дужности остао до пензионисања 22. децембра 1980. Професор Аерсић је у многоме допринео развоју превентивне медицине у Југославији. Дијапазон његовог рада био је веома широк. Радио је подједнако успешно на проблемима реуматске грознице, стрептококних инфекција, дизентерије, салмонелозе, колере, менингококног менингитиса, хепатитиса. Био је веома савестан, систематичан и критичан истраживач.
Објавио је више од 160 стручних и научних радова, од којих 15 у страним часописима. Био је коаутор четири уџбеника. Професор др Богољуб Арсић је био члан Српског лекарског друштва и члан и председник његове Превентивне секције. Био је члан Редакционог одбора часописа Војносанитетски преглед. За редовног члана Академије медицинских наука Српског лекарског друштва изабран је 1979. године. Већ следеће године одржао је предавање у Академији под називом Реуматска грозница у нашој војсци. Учествовао је у организацији и одржао предавање на симпозијуму Академије Хигијенско-епидемиолошки проблеми у СР Србији (1983). Као признање за свој допринос раду Академије и нашој медицини, 1988. године постао је њен почасни члан. Добитник је бројних признања, међу којима је Спомен-плакета града Скопља после земљотреса 1964. године – „во знак на признание за особени заслуги за градот“. Колегијум Завода за превентивну медицину доделио му је звање Nestor epidemiologiae militaris. Oдликован је Орденом заслуга за народ II степена (три пута), Орденом заслуга за народ III степена, Орденом народне армије II степена и Орденом за војне заслуге III и II степена. Преминуо је 25. јула 1999. године.